# John Scott (Eishockeyspieler)
John Howard Scott (* 26. September 1982 in Edmonton, Alberta) ist ein ehemaliger kanadischer Eishockeyspieler. Der linke Flügelstürmer absolvierte im Verlauf seiner aktiven Karriere zwischen 2006 und 2016 unter anderem 290 Spiele in der National Hockey League, den Großteil davon für die Minnesota Wild, Chicago Blackhawks und Buffalo Sabres. Besondere Aufmerksamkeit wurde dem Enforcer rund um seine Wahl ins NHL All-Star Game 2016 zuteil.

## Karriere
John Scott begann seine Karriere als Eishockeyspieler bei den Chicago Freeze, für die er in der Saison 2001/02 in der US-amerikanischen Juniorenliga North American Hockey League aktiv war. Anschließend spielte der gelernte Verteidiger vier Jahre lang für die Mannschaft der Michigan Technological University, ehe er am 26. September 2006 als Free Agent einen Vertrag bei den Houston Aeros aus der American Hockey League erhielt. Für diese gab er in der Saison 2006/07 sein Debüt im professionellen Eishockey, wobei er in 65 Spielen ein Tor erzielte und fünf Vorlagen gab. Im Dezember 2006 wurde er von Houstons Kooperationspartner Minnesota Wild verpflichtet.

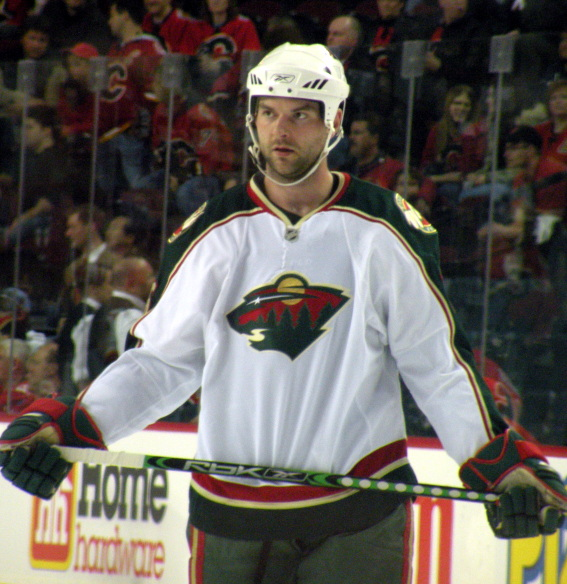
Scott im Trikot der Minnesota Wild

Nachdem Scott in der Saison 2007/08 erneut ausschließlich in der AHL für die Aeros zum Einsatz gekommen war, lief der Linksschütze in der Saison 2008/09 erstmals in der National Hockey League für die Minnesota Wild auf. Dabei gab er in 20 Spielen eine Vorlage. Für die Saison 2009/10 wurde Scott in den NHL-Kader Minnesotas berufen, wo er einen Stammplatz in der Verteidigung besetzte.
Am 27. Februar 2012 transferierten ihn die Chicago Blackhawks, welche den Verteidiger im Juli 2010 als Free Agent verpflichtet hatten, im Austausch für ein Fünftrunden-Wahlrecht im NHL Entry Draft 2012 zu den New York Rangers. Am 1. Juli 2012 unterschrieb er als Free Agent einen Einjahresvertrag bei den Buffalo Sabres.
Nach zwei Jahren wurde sein Vertrag in Buffalo nicht verlängert, sodass er im Juli 2014 einen Einjahresvertrag bei den San Jose Sharks unterschrieb. Im Anschluss daran schloss er sich den Arizona Coyotes an, ebenfalls mit einem Einjahresvertrag.

### NHL All-Star Game 2016
Im Januar 2016 wurde Scott in einer Fan-Abstimmung überraschenderweise zum Mannschaftskapitän beim 61. National Hockey League All-Star Game gewählt. Die Wahl Scotts begründete sich in mehreren erfolgreichen Fan-Kampagnen in sozialen Netzwerken und wurde von medialer Seite als Scherz bzw. als Spott gegenüber dem Management der NHL gewertet. Scott selbst, der als klassischer Enforcer in bisher sieben Jahren und 285 NHL-Spielen auf 11 Scorerpunkte und 542 Strafminuten kam, wollte nach eigener Aussage nicht ins All-Star Team gewählt werden, weil er es nicht verdiene; die Wahl nahm er allerdings (wie zuvor angekündigt) an. Ähnliche Aktionen gab es bereits 2007 um Rory Fitzpatrick sowie im Vorjahr um Zemgus Girgensons, wobei damals wie auch nach der Wahl Scotts Befürchtungen laut wurden, dass die NHL die Fan-Abstimmung komplett abschaffen könnte.
Knapp zwei Wochen nach seiner Wahl wurde Scott – ebenso überraschend – im Rahmen eines größeren Tauschgeschäftes innerhalb der Liga zu den Canadiens de Montréal transferiert, bei dem die Coyotes neben Scott auch Victor Bartley abgaben und im Gegenzug Jarred Tinordi und Stefan Fournier erhielten. Damit wechselte Scott von der Pacific in die Atlantic Division und wurde von den Canadiens außerdem in den Kader ihres Farmteams, der St. John’s IceCaps, versetzt, sodass die Vermutung nahe lag, Scott solle auf diese Weise vom All-Star Game ausgeschlossen werden. Diese Gerüchte wurden bestärkt, als wenige Stunden später aus Insiderkreisen bekannt wurde, dass sowohl die NHL als auch die Coyotes versucht haben sollen, Scott zu einer Absage zu bewegen und dieser sich weigerte; ebenso wurde berichtet, dass die Canadiens den Flügelstürmer nicht verpflichten wollten und stattdessen die Coyotes darauf bestanden, ihn in den Wechsel einzubinden. Die Folge war ein Shitstorm in den sozialen Netzwerken, in dessen Folge die NHL vier Tage nach dem Wechsel bekanntgab, dass Scott die Pacific Division trotzdem als Kapitän anführen werde.
Am All-Star-Wochenende selbst avancierte Scott erwartungsgemäß zum Publikumsliebling, erzielte zwei Tore im Halbfinale und wurde von den Fans zum wertvollsten Spieler ("MVP") des All-Star Games gewählt. Sein während der Spiele getragener Helm soll ins Museum der Hockey Hall of Fame aufgenommen werden. Nach Scotts Wahl zum MVP änderte die NHL ihre Regeln dahingehend, dass verletzte Spieler oder Spieler aus Minor League Teams nicht mehr an All-Star Spielen teilnehmen durften.
Nach der Saison 2015/16, deren Rest er bis auf einen NHL-Einsatz für die Canadiens bei den St. John’s IceCaps in der AHL verbracht hatte, gab er das Ende seiner aktiven Karriere bekannt. Im Dezember 2016 erschien seine Autobiografie „A Guy Like Me: Fighting to Make the Cut“.

## Erfolge und Auszeichnungen
- 2016 Teilnahme am NHL All-Star Game
- 2016 Most Valuable Player des NHL All-Star Game

## Karrierestatistik
(Legende zur Spielerstatistik: Sp oder GP = absolvierte Spiele; T oder G = erzielte Tore; V oder A = erzielte Assists; Pkt oder Pts = erzielte Scorerpunkte; SM oder PIM = erhaltene Strafminuten; +/− = Plus/Minus-Bilanz; PP = erzielte Überzahltore; SH = erzielte Unterzahltore; GW = erzielte Siegtore; 1 Play-downs/Relegation; Kursiv: Statistik nicht vollständig)

## Veröffentlichungen
- A Guy Like Me: Fighting to Make the Cut. Howard Books, New York, 2016, ISBN 978-1-5011-5961-9. (mit Brian Cazeneuve)

## Persönliches
Scott ist verheiratet und Vater von fünf Töchtern.